# آمیناتا نیاکاته
آمیناتا نیاکاته (زادهٔ ۷ نوامبر ۱۹۸۰ در پاریس) سیاستمدار، وکیل و فعال صنفی فرانسوی-مالیایی است.
او از سال ۲۰۲۲ سخنگوی ملی جنبش «اکولوژیست‌ها» است و از سال ۲۰۲۰ به‌عنوان عضو شورای شهر پاریس، منتخب منطقهٔ پانزدهم، فعالیت می‌کند. نیاکاته رئیس سازمان غیردولتی «با هم علیه مجازات اعدام» است، عضو شورای اقتصادی، اجتماعی و محیط‌زیستی فرانسه (CESE) بوده و به‌عنوان کمیسر در کمیسیون ملی فناوری اطلاعات و آزادی‌ها (CNIL) خدمت می‌کند.

## جوانی و آموزش
آمیناتا نیاکاته از خانواده‌ای روستایی و کشاورز اهل مالی و از قوم سنینکه است. پدرش که در دههٔ ۱۹۷۰ به فرانسه آمد، ابتدا کارگر کشاورزی و سپس در پاریس به‌عنوان باربر برای یکی از پیمانکاران اس‌ان‌سی‌اف مشغول به کار شد. مادرش خانه‌دار بود و سپس تا زمان درگذشتش در سال ۲۰۱۲ به‌صورت پاره‌وقت به‌عنوان نظافتچی کار می‌کرد. نیاکاته فرزند نخست در خانواده‌ای شانزده فرزندی است.
او در محله‌های کارگری ویتری-سور-سن بزرگ شد و در مدارسی تحصیل کرد که در منطقهٔ آموزش اولویت‌دار (ZEP) قرار داشتند.
آمیناتا نیاکاته در سال ۱۹۹۹ دیپلم ادبی گرفت. او که از سنین پایین علاقه‌مند به وکالت بود، به‌عنوان دانشجوی بورسیه در دانشگاه پاریس ۱ – پانتئون-سوربن به تحصیل در رشتهٔ حقوق پرداخت. وی از سال ۲۰۰۶ به‌عنوان حقوقدان در یک دفتر وکالت فعالیت می‌کرد و پس از دریافت گواهی شایستگی حرفهٔ وکالت، در ژانویهٔ ۲۰۱۰ به عضویت کانون وکلای دادگستری درآمد.

## فعالیت اتحادیه‌ای

### وکلای جوان و شورای ملی وکلا (۲۰۱۵–۲۰۲۰)
آمیناتا نیاکاته فعالیت صنفی خود را در سال ۲۰۰۹ با پیوستن به اتحادیه وکلای جوان پاریس (UJA de Paris) آغاز کرد. او در ژوئن ۲۰۱۵ به‌عنوان رئیس این اتحادیه برای دورهٔ ۲۰۱۶–۲۰۱۵ انتخاب شد.
در ۱۲ مه ۲۰۱۸، آمیناتا نیاکاته به ریاست فدراسیون ملی اتحادیه‌های وکلای جوان (FNUJA) رسید.
در سال ۲۰۱۷، آمیناتا نیاکاته سرلیستی اتحادیه وکلای جوان پاریس را در انتخابات شورای ملی کانون وکلا (CNB) بر عهده داشت. این فهرست پنج کرسی از شانزده کرسی موجود در حوزهٔ عمومی پاریس را به دست آورد. او در دسامبر ۲۰۱۷ به‌عنوان رئیس کمیسیون برابری CNB برای دورهٔ ۲۰۲۰–۲۰۱۸ انتخاب شد.

### کمیسیون برابری جنسیتی و تساوی فرصت‌ها در UNAPL و U2P
ز فوریهٔ ۲۰۱۹ تا مارس ۲۰۲۵، آمیناتا نیاکاته به مدت شش سال ریاست کمیسیون برابری جنسیتی اتحادیه ملی حرفه‌های آزاد (UNAPL) را که فدراسیون ملی اتحادیه‌های وکلای جوان (FNUJA) عضو آن است، بر عهده داشت. او در این جایگاه بر کاهش شکاف درآمدی میان زنان و مردان کار کرد و دوره‌های آموزشی برای آگاه‌سازی حرفه‌مندان آزاد نسبت به خشونت‌های درون‌خانوادگی و تبعیض جنسیتی در محیط کار توسعه داد. در سال ۲۰۲۳، او یک گروه کاری ویژهٔ مسائل زیست‌محیطی در این کمیسیون ایجاد کرد.
او در بهار ۲۰۲۵ به‌عنوان مشاور ویژهٔ کمیتهٔ اجرایی UNAPL منصوب شد و به شورای ملی U2P پیوست.

### (CNIL)از سال ۲۰۲۱: CESE و CNIL
در مه ۲۰۲۱، آمیناتا نیاکاته به‌عنوان نمایندهٔ اتحادیه کسب‌وکارهای محلی (U2P) و اتحادیه ملی حرفه‌های آزاد به شورای اقتصادی، اجتماعی و محیط‌زیستی فرانسه (CESE) پیوست. او در این شورا عضو گروه صنایع‌دستی و حرفه‌های آزاد است و در هیئت حقوق زنان و برابری (DDFE) و کمیسیون محیط‌زیست نیز عضویت دارد.
او به همراه آنتوان گات، رئیس سازمان محیط زیست فرانسه، گزارش و نظری با عنوان «نابرابری‌های جنسیتی، بحران اقلیمی و گذار زیست‌محیطی» را هم‌گزارش کرد که پس از پانزده ماه کار، در ۱۴ مارس ۲۰۲۳ به‌اتفاق آرا در شورای اقتصادی، اجتماعی و محیط‌زیستی فرانسه تصویب شد.
در ۱۸ فوریهٔ ۲۰۲۵، او به‌همراه پاسکال فِره به‌عنوان هم‌گزارشگر یک پیش‌نویس نظر دربارهٔ مشارکت عمومی در تصمیم‌هایی که بر محیط‌زیست اثر می‌گذارند، منصوب شد.
آمیناتا نیاکاته نمایندهٔ شورای اقتصادی، اجتماعی و محیط‌زیستی فرانسه در هیئت کمیسیون ملی فناوری اطلاعات و آزادی‌ها (CNIL) است. حوزه‌های تحت مسئولیت او شامل «کار و منابع انسانی، پژوهش و آمار» می‌شود.

## حرفه سیاسی

### مسئولیت‌های انتخاباتی
آمیناتا نیاکاته که از سال ۲۰۰۹، عضو اکولوژیست‌ها – سبزها (EELV) است، از ۲۰۱۴ تا ۲۰۲۰ به‌عنوان عضو مخالف در شورای شهر ویتری-سور-سن فعالیت کرد.
در سال ۲۰۲۰، او به‌عنوان عضو شورای شهر پاریس (اکثریت) و عضو شورای منطقهٔ پانزدهم پاریس (اقلیت) انتخاب شد. وی از ژوئن ۲۰۲۰ تا ژانویهٔ ۲۰۲۳ نایب‌رئیس گروه اکولوژیست شورای شهر پاریس بود.
او در پاریس به‌ویژه برای انتقال «گراند پاله موقت» از شان دو مارس، طبیعی‌سازی فرودگاه هلیکوپتر پاریس و خط کمربندی قدیمی شهر، به‌ویژه در محدودهٔ پارک ژرژ بروسنس، و همچنین پیاده‌راه‌سازی تروکادرو و پل اینا فعالیت کرده است. وی با طرح گسترش کارخانهٔ بتن لافارژ واقع در منطقهٔ پانزدهم نصب «دیوار صلح» بر روی چمن‌های بلوار برتوی، ایجاد «فن‌زون» در باغ‌های تروکادرو و همچنین با پروژهٔ تاکسی‌های پرنده که از سوی فرودگاه پاریس ارائه و با حمایت والری پکرس در چارچوب آماده‌سازی بازی‌های المپیک و پارالمپیک دنبال می‌شود، مخالفت کرده است.
آمیناتا نیاکاته تاکنون چهار بار نامزد انتخابات قانون‌گذاری بوده است:
- در سال ۲۰۱۲ در ویتری-سور-سن/آلفورویل با کسب ۵٫۴۳٪ آرا و با برچسب اکولوژیست‌ها – سبزها (EELV).[۳۹]
- در سال ۲۰۱۷ در بولون-بیانکور با کسب ۵٫۰۱٪ آرا و با برچسب EELV.[۴۰]
- در سال ۲۰۲۲ در حوزهٔ انتخابیه سیزدهم پاریس (جنوب منطقهٔ پانزدهم) با کسب ۴۰٫۱۴٪ آرا در دور دوم و با برچسب NUPES – اکولوژیست.[۴۱]
- در سال ۲۰۲۴ در حوزهٔ انتخابیه سیزدهم پاریس (جنوب منطقهٔ پانزدهم) با کسب ۴۴٫۲۴٪ آرا در دور دوم و با برچسب «جبهه نوین مردمی – اکولوژیست»[۴۲] او با ۲۲٬۱۹۲ رأی، رکورد بیشترین آرای جناح چپ را در این حوزه به دست آورد.

در انتخابات مقدماتی اکولوژیست‌ها برای انتخابات شهرداری ۲۰۲۶ پاریس، او در دور نخست ۱۰٪ آرا را به دست آورد. در دور دوم دیوید بلیارد پیروز شد.

### سخنگوی اکولوژیست‌ها - EELV
از دسامبر ۲۰۲۲، او سخنگوی ملی جنبش «اکولوژیست‌ها – سبزها» (EELV) است و در هیئت اجرایی این حزب عضویت دارد. عضویت دارد. وی در ۱۹ آوریل ۲۰۲۵ بار دیگر به این سمت انتخاب شد.
او در این جایگاه، رویدادهای سیاسی و دولتی را در رسانه‌ها تحلیل و موضع حزب خود را بیان می‌کند از جمله مخالفت با پروژهٔ احداث اتوبان A69، مخالفت با ساخت مخازن بزرگ آب حمایت از مطالبات جنبش کشاورزان در سال ۲۰۲۴ و حمایت از جنبش «قیام‌های زمین».

### دبیرکل هماهنگی مقامات منتخب فرانسوی با اصالت مالیایی
آمیناتا نیاکاته از سال ۲۰۲۰ دبیرکل «هماهنگی منتخبین فرانسوی با اصالت مالی» (CEFOM) است؛ انجمنی که از سال ۲۰۱۶ عضو آن بوده است. سیفوم انجمنی متشکل از منتخبین فرانسوی با اصالت مالی است که متعهدند در توسعهٔ اجتماعی-اقتصادی، ترویج فرهنگی، صلح و مقابله با تغییرات اقلیمی در هر دو کشور مالی و فرانسه مشارکت کنند..

## فعالیت‌های انجمنی
در سال ۲۰۰۸، آمیناتا نیاکاته به انجمن «با هم علیه مجازات اعدام» (ECPM) پیوست؛ انجمنی که برای لغو جهانی مجازات اعدام فعالیت و لابی‌گری می‌کند. او در سال ۲۰۱۷ به هیئت مدیرهٔ این انجمن راه یافت و در نوامبر ۲۰۲۰ به‌عنوان رئیس آن انتخاب شد.
آمیناتا نیاکاته در سال ۲۰۱۶ به انجمن «ختنه زنان، بیایید صحبت کنیم» پیوست و از ۲۰۱۷ تا ۲۰۱۸ خزانه‌دار آن بود.

## جوایز و افتخارات
در سال ۲۰۱۶، آمیناتا نیاکاته نامزد دریافت جایزهٔ «امید زن اثرگذار در سیاست» شد.

## آثار
آنتوان گاته و آمیناتا نیاکاته، شورای اقتصادی، اجتماعی و محیط‌زیستی فرانسه، «نابرابری‌های جنسیتی، بحران اقلیمی و گذار زیست‌محیطی – نظر و گزارش»، ادارهٔ اطلاعات حقوقی و اداری، انتشارات روزنامه‌های رسمی، مارس ۲۰۲۳، ۲۴۶ صفحه. (شابک ۹۷۸-۲-۱۱-۱۶۷۳۷۶-۲، مطالعهٔ آنلاین)

### کتابشناسی
- ژولیت مل، «آمیناتا نیاکاته، غریبهٔ رقابت»، در *زنان قانون*، پاریس، دالو، مجموعهٔ «خارج از مجموعهٔ دالو»، ۲۰۲۱، ۳۳۲ صفحه. (شابک 224721116X، ۹۷۸۲۲۴۷۲۱۱۱۶۶)، صص. ۳۰۱–۲۸۸.